# Hermann Landgrebe
Hermann Landgrebe (* 1906 in Freising; † zwischen 1976 und 1985) war ein deutscher Bauingenieur, der sich auf Landschaftspflege und -gestaltung spezialisiert hatte. 

## Werdegang
Hermann Landgrebe wuchs in seinem Geburtsort Freising auf, wo er bis 1925 das Gymnasium besuchte. Nach dem Schulabschluss begann er in München ein Hochschulstudium des Bauingenieurswesens, das er als Diplom-Ingenieur abschloss. Er trat in den Staatsdienst des Freistaates Bayern ein, war 1934 als Regierungsbaumeister in Rosenheim bei der Reichsautobahn tätig und später beim Bayerischen Staatsbauamt. Im Zuge des Zweiten Weltkriegs wurde er 1939 eingezogen, stieg zum Oberleutnant auf und geriet in amerikanische Kriegsgefangenschaft.
1945 wurde Landgrebe Leiter des Straßen- und Flußbauamtes in Traunstein. Danach ging er nach München, wo er ab 1955 zunächst bei der Regierung Oberbayern arbeitete, dann als Planungsreferent in der Obersten Baubehörde im Bayerischen Staatsministerium des Innern. In dieser Zeit sprach er sich in mehreren Publikationen für die verstärkte Anpflanzung von Alleebäumen an den Straßenrändern u. a. als Nistgelegenheiten der Schädlingsvertilger aus.
1965 übernahm Hermann Landgrebe im Staatsministerium die Leitung des neu eingerichteten Sachgebietes Landschaftspflege und Landschaftsgestaltung. In dieser Funktion befasste er sich verstärkt mit der Landschaftsgestaltung von Autobahnen und Schnellstraßen und legte beispielsweise 1967 für die Forschungsgesellschaft für das Straßenwesen e. V. Arbeitsausschuß Landschaftsgestaltung den Vorschlag zur landschaftsgerechten Querschnittsgestaltung von Straßen vor.
An der Fakultät für Bauwesen der Technischen Universität München hielt Landgrebe ab 1954 Vorlesungen, 1963 bekam er dort einen Lehrauftrag und 1970 wurde er zum Honorarprofessor für Ingenieurbau und Landschaft ernannt. 1971 erfolgte seine Versetzung in den Ruhestand.
Er war Beiratsmitglied des Bundes Naturschutz in Bayern e. V.

## Schriften (Auswahl)
- Straßenbepflanzung, eine Gemeinschaftsaufgabe der Landschaftsarchitekten und Bauingenieure. In: Garten und Landschaft, 69 (1959), H. 7, S. 200–202.
- Richtlinien für Strassenbepflanzung (Rheinland-Pfalz). Forschungsgesellschaft für das Straßenwesen e. V., Arbeitsausschuß Landschaftsgestaltung, Köln 1960.
- Perfekte und schöne Straßen. In: Natur und Landschaft 36 (1961), S. 49–53.
- Bäume am Straßenrand. In: Nachrichtenblatt für Naturschutz und Landschaftspflege 35 (1964), S. 13.
- Ohne Landschaftsplanung keine Strukturverbesserung. Bund Naturschutz in Bayern e. V., 1967.
- Landschaftsgestaltung an den Straßen in England. In: Deutscher Rat für Landschaftspflege, H. 9 (März 1968), S. 34–35.